# Shipra (rivière)
Ne doit pas être confondu avec Shipra.
La Shipra est une rivière indienne d'une longueur de 195 km. Elle coule dans l'État du Madhya Pradesh et se jette dans la Chambal, dans le bassin du Gange. La cité sainte de Ujjain se trouve sur sa rive droite.

## Source de la traduction
- (en) Cet article est partiellement ou en totalité issu de l’article de Wikipédia en anglais intitulé « Shipra River » (voir la liste des auteurs).